# Бостонське чаювання

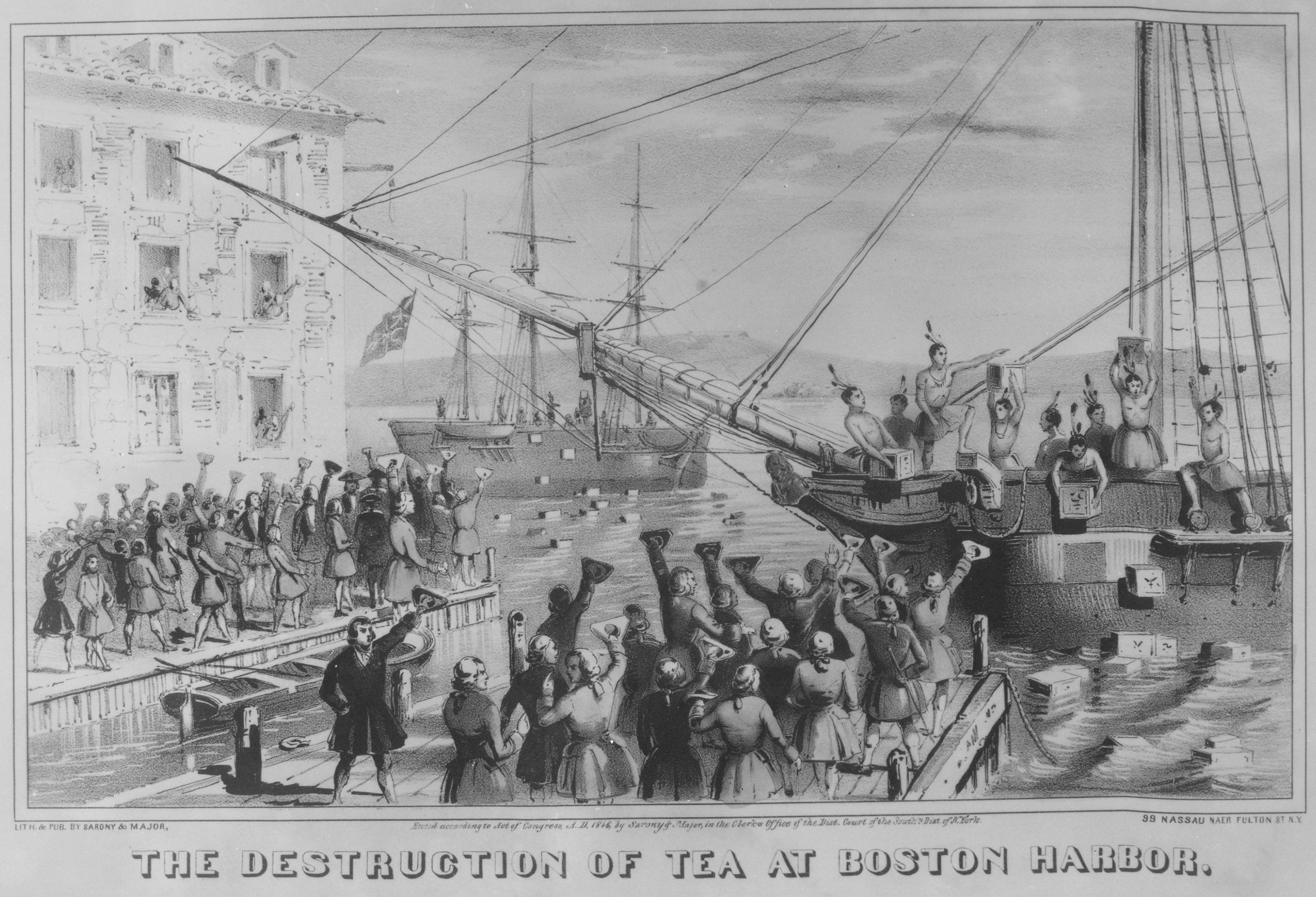
Ця літографія 1846 р. стала класичним зображенням Бостонського чаювання

42°21′13″ пн. ш. 71°03′09″ зх. д. / 42.3536° пн. ш. 71.0524° зх. д.
Бо́стонське чаюва́ння (англ. Boston Tea Party) — протестна акція американських колоністів 16 грудня 1773 року у відповідь на дії Британського уряду. У Бостонській гавані було знищено вантаж із 342 ящиків чаю Англійської Ост-Індійської компанії. Ця подія стала початком американської революції.

## Історичні передумови
Після того як європейці познайомились із чаєм, були засновані численні морські компанії, які імпортували чай зі східних областей Індії. У 1698 англійський парламент надав англійській Ост-Індійській компанії монополію на поставку чаю до Великої Британії. З метою придушення конкуренції в північноамериканських колоніях Парламент у 1721 видав закон, який вимагав купувати чай тільки у Великій Британії. Через високі податки й збори, населенню стало вигідніше купувати контрабандний чай — в основному в голландських постачальників, де імпортований чай не оподатковувався. Попри те, що найбільший ринок контрабандного чаю тоді був в Англії, нелегальний чай завозили також і до колоній, але масштаби були значно менші.
Напруження між Великою Британією та її північноамериканськими колоніями розгоралося від 1760-х років, коли Парламент уперше намагався ввести податок у колоніях задля збільшення прибутків. Колоністи виступили проти цього, вони аргументували свої дії британською конституцією, за якою піддані британської корони можуть оподатковуватися тільки своїм представництвом у Парламенті. Оскільки такого представництва не було, колоністи не могли бути обтяжені такими податками. Колоністи бойкотували акт про гербовий збір (1765), а також закони 1767. У тому числі й з причини колоніальних заворушень Ост-Індійська компанія у 1773 втрапила у скрутне фінансове становище.

## Чайний закон 1773

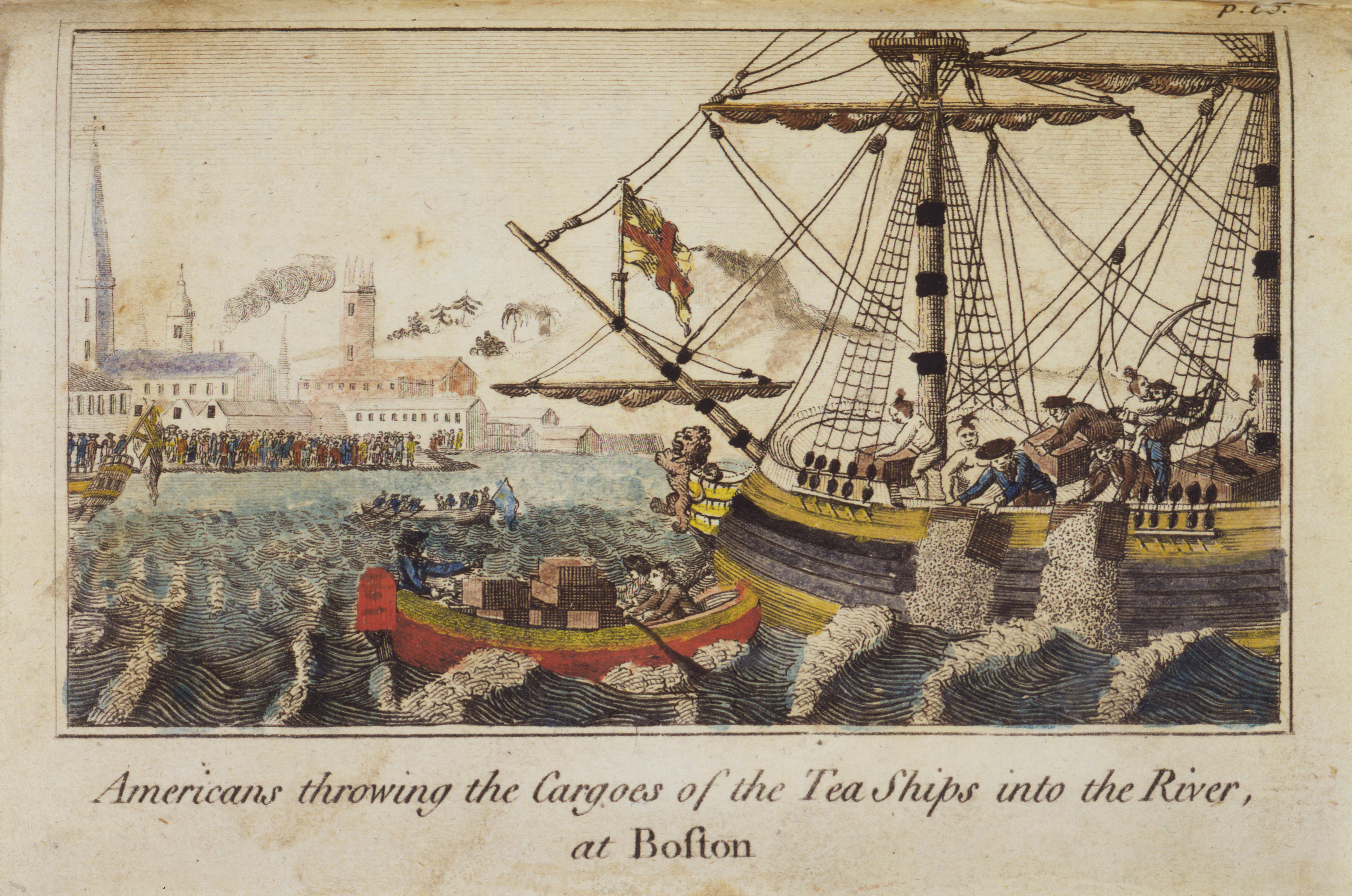
Гравюра Купера (1789).

У відповідь на ці події, Британський уряд у 1773 видав «Чайний закон», дозволивши Ост-Індійській компанії продавати чай до північноамериканських колоній напряму, без «будь-яких митних зборів» у Великій Британії, і зі значно меншим американським митом. Це дозволило компанії продавати чай за ціною вдвічі нижчою, ніж раніше, а також дешевше ніж в Англії чи будь-які пропозиції місцевих торговців та контрабандистів.
Численні колоністи, особливо багаті контрабандисти, були обурені такими діями великої компанії, яка мала велике лобі та вплив на Англійський парламент. Невдоволення спричинило погроми у Філадельфії та Нью-Йорку. Та саме події у Бостоні стали вирішальними. Бостонці розцінили вибіркову відміну податків як наступну спробу Великої Британії зупинити рух за незалежність у колоніях. Семюел Адамс та його сподвижники закликали замовників чаю в Ост-Індійській компанії та торгових посередників зупинити свою діяльність. Склади, крамниці та навіть будинки, які не підтримали заколот були піддані погромам і нападам.
Першим із багатьох кораблів із чаєм Ост-Індійської компанії, що прибули до Бостонської гавані наприкінці 1773, був Дартмут. Спалахнув конфлікт між портовою адміністрацією та «Синами свободи». Семюел Адамс та його сподвижники швидко зібрали декілька дуже багатолюдних мітингів. Вони закликали до непокори не тільки до Англійського парламенту, Ост-Індської компанії, але й до губернатора Томаса Гатчинсона, який наполягав на розвантаженні корабля. На мітингу 16 грудня, в якому взяли участь близько п'яти тисяч людей, було ухвалено рішення, що чай має бути знищений.
Власник та капітан судна «Дартмут» погодилися з тим, що чай повинен повернутися до Англії. Ті самі обіцянки були отримані від власників двох інших кораблів, які знаходилися у плаванні, «Елеонор» та «Бівер». Але губернатор Гатчинсон наказав заблокувати гавань і не допустити відплиття нерозвантажених кораблів. Король Георг III був надзвичайно розгніваним.

## Операція
У четвер 16 грудня 1773, за день до розвантаження, капітан Роч попросив губернатора Гатчинсона дозволити кораблям відпливти без розвантаження, на що отримав відмову. Семюел Адамс звернувся до натовпу: «Це зібрання не може зробити більше, ніж врятувати країну!» Незабаром група «Синів свободи», вдягнена в національні костюми індіанців на чолі з Гріффіном Варфом та озброєна сокирами та кийками, пробралася на борт Дартмута, Елеанора та Бівера. Швидко та ефективно бригада кваліфікованих портових працівників спустошила трюми та викинула за борт близько 45 тонн чаю (приблизно 1,87 млн доларів США у переліку на ціни 2007 року). Жодному предмету, окрім чаю, не було завдано збитків та нічого не було вкрадено, за винятком зламаного дверного замка, котрий пізніше був замінений невідомим.
Деякі місцеві жителі спробували зібрати чайне листя, але пізніше чай було визнано зіпсованим.
Четвертий корабель Ост-Індійської компанії не постраждав, тому що прямував до Провінстауна. Усі 58 ящиків чаю вціліли та були доставлені до Бостона.

## Реакція

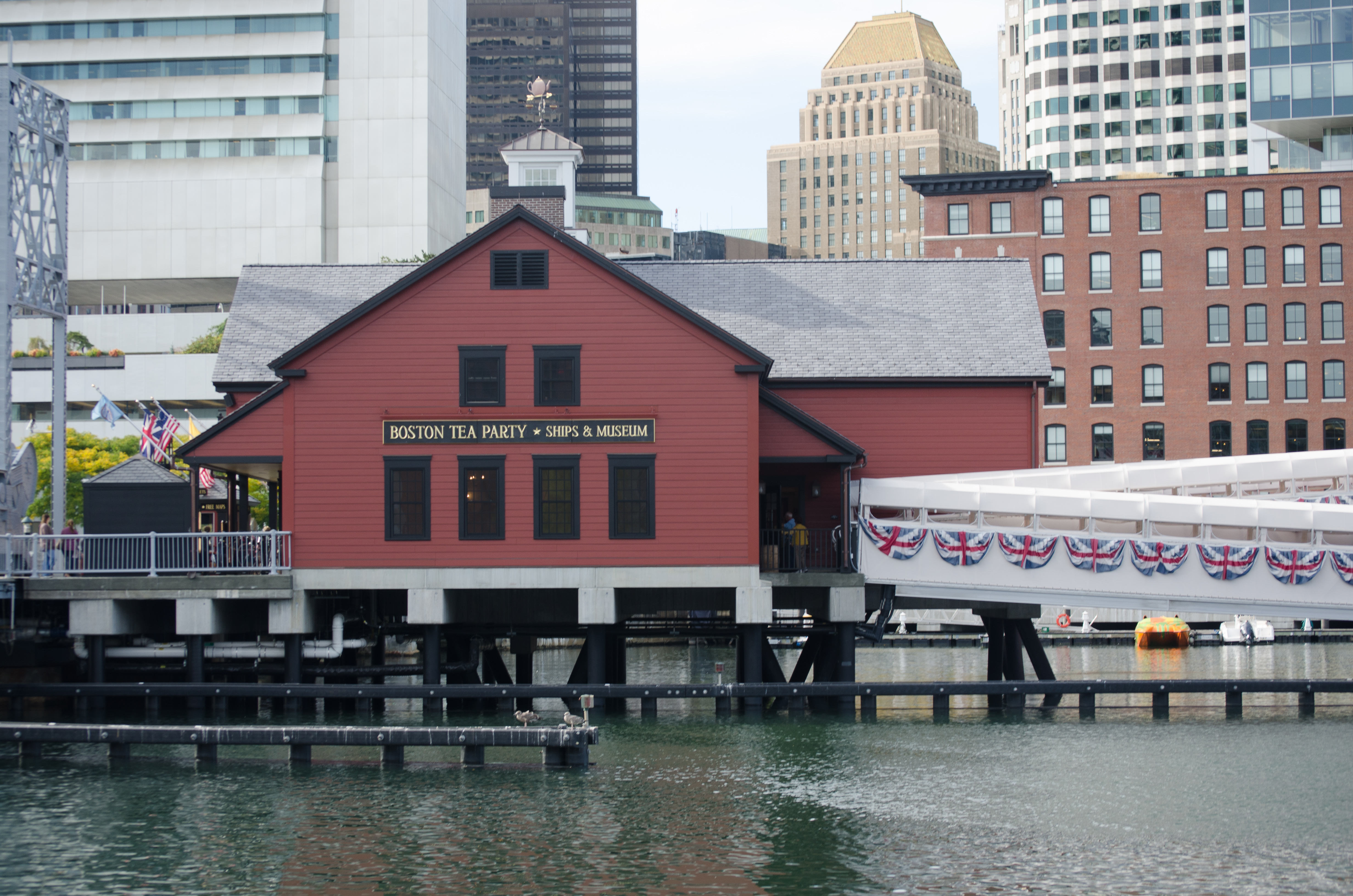
Музей Бостонського чаювання на каналі Форт-Пойнт

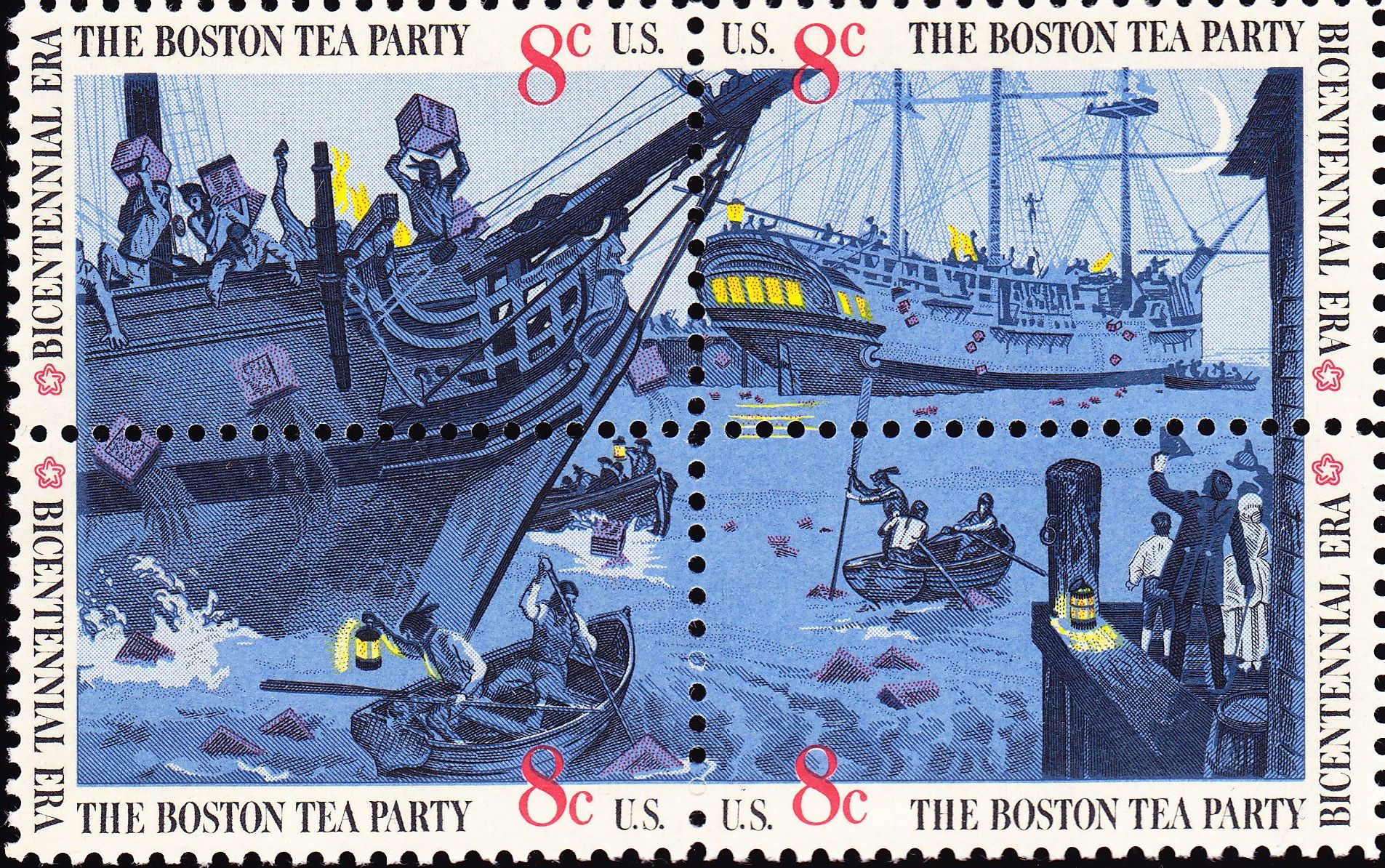
У 1973 р. Поштова служба США випустила набір з чотирьох поштових марок, які разом утворюють одну сцену з Бостонського чаювання

Бостонське чаювання спричинило кризу. На Гатчинсона тиснули з Лондона з вимогою в найкоротший термін розшукати та покарати «Синів свободи». Якщо б він вирішив проблеми з колоністами так, як це зробили інші губернатори, кораблі б залишили гавань без розвантаження, але й без ушкодження товару. Лорд Норт заявив, що якщо колоністи не будуть імпортувати чай упродовж 6 місяців, податок буде скасовано. У лютому 1775 Британія видала Примирююче рішення, що скасовувало податок з будь-якої британської колонії, яка сумлінно захищає Британську Імперію та утримує її офіцерів.
Тим часом у самій Британії усі політики, які співчували колоніям, наразилися на критику, а вказаний закон сконцентрував довкола себе всіх, хто виступав проти колоній. Прем'єр міністр лорд Норт заявив: «Незалежно від того, як все завершиться, ми маємо ризикнути, в іншому разі все скінчено». Британський уряд вважав, що такі дії не можуть залишатися непокараними, тому він оголосив бостонський порт закритим і запровадив так звані нестерпні закони. Управління колонією Массачусетс, до складу якої входив Бостон, передали головнокомандувачу англійських військ в Америці генералові Гейджу. Через рік надійшло підкріплення — регулярні війська на чолі з командиром Вільямом Гау.
У колоніях Бенджамін Франклін заявив, що увесь знищений чай має бути оплачений, всі 70 000 фунтів. Роберт Мюррей разом з іншими торговцями вирушив до лорда Норта з пропозицією сплатити всі видатки, але отримав відмову. Однак багато колоністів були сповнені натхнення з приводу того, що сталося, і це спонукало їх на такі дії як спалення корабля «Пеггі Стюарт». Бостонське чаювання стало одним з каталізаторів Війни за незалежність США. Бостонське чаювання щонайменше підтримало прагнення народу тринадцяти колоній до незалежності.
Звісно, англійська окупація паралізувала економічне життя міста й колонії. Однак її мешканці вирішили боротися до кінця. Законодавчі збори (конвент) Массачусетсу ухвалили низку рішень: Гейджа звільнили з посади; замість губернатора, якого призначав Лондон, було створено тимчасовий уряд; обрано скарбничого, якому сплачували податки. Також збори розпорядилися про скликання континентального конгресу — зібрання представників колоній.
Багато колоністів на знак солідарності відмовлялися від вживання чаю, замінюючи його «ароматною настоянкою» (з листя малини) та іншими трав'яними напоями, а також кавою. Все ж масова відмова від чаю не була довготривалою.
Бостонське чаювання відоме як сигнал активістам і реформістам, сприйнятий символом боротьби з владними колами.

## Вплив
Бостонське чаювання відоме на весь світ і надихнуло інших відомих активістів та реформаторів. Наприклад, Магатма Ґанді зустрівшись із британським намісником в 1930 році після індійських соляних протестів, показав дрібку солі та сказав з усмішкою, що ця сіль «має нагадати нам про відоме бостонське чаювання»
Американські політичні активісти звертаються до цієї події як до символу спротиву проти владних інституцій. Політична партія, що була створена у 2006 році, взяла собі це ім'я.